# Hypoestes bakeri
Hypoestes bakeri är en akantusväxtart som beskrevs av Wilhelm Vatke. Hypoestes bakeri ingår i släktet Hypoestes och familjen akantusväxter. Inga underarter finns listade i Catalogue of Life.